# Jos Lussenburg
Johannes (Jos) Lussenburg (Enkhuizen, 20 november 1889 - Nunspeet, 28 juli 1975) was een Nederlands kunstschilder.

## Leven en werk
Lussenburg werd in 1889 in Enkhuizen geboren als zoon van David Lussenburg en Baukje Kramer. Hij trouwde op 19 juni 1917 te Blaricum met Jantje Langendijk, dochter van een Enkhuizer veehouder. Het gezin van vader David verhuisde in 1918 naar Nunspeet. Tijdens een bezoek aan zijn ouders zag Lussenburg dat Nunspeet een goede plek is om te schilderen en het jonge paar volgde daarom al snel naar Nunspeet, afgewisseld met verblijf in Harderwijk. Uit hun huwelijk werden drie kinderen geboren, één dochter en twee zonen.
Aanvankelijk was Lussenberg muzikant en muziekleraar. Hij gaf onder andere les aan muziekscholen en verdiende geld als violist. In 1923 kreeg hij een infectie aan zijn linkerwijsvinger die daarna stijf bleef. Deze handicap maakte een einde aan zijn carrière als violist. Zijn vrouw adviseerde hem om schilder te worden, al verloor hij nimmer zijn liefde voor de muziek: hij was vele jaren directeur en/of dirigent van koren in de stadjes rond het IJsselmeer. Lussenburg was als schilder autodidact. Zijn werk had vooral de voormalige Zuiderzee als onderwerp. Als kleinzoon van een Enkhuizer visser had hij een grote liefde voor de romantiek van de visserij. Hij maakte veel vrienden onder de vissers in de plaatsen rond de Zuiderzee. Als kind bracht hij al zijn vrije tijd door in de havens, soms tot middernacht. Door de aanleg van de Afsluitdijk en de aanleg van de diverse IJsselmeerpolders ging veel van de visserij verloren. Lussenburg wist de sfeer van destijds vast te leggen in zijn schilderijen. Een zeer vaak terugkomend thema was de teloorgang van de Zuiderzee. Op meerdere van zijn schilderijen zijn afbeeldingen te zien van vissersschepen op de Zuiderzee.
Behalve de schilderijen van botters op de golven van de Zuiderzee schilderde Jos ook portretten, zowel van vissers als ook boerenvrouwen, bedelaars en zelfportretten. Ook maakte hij diverse stillevens of landschappen. Hij maakte deel uit van meerder kunstenaarsorganisaties, zo was hij lid van de Beroepsvereniging van Beeldende Kunstenaars (BBK), de Kern (in Apeldoorn), Palet in Zwolle en van de kring van Noordveluwse schilders.
Naast zijn bemoeienissen met de muziek en schilderkunst was Lussenburg een verteller. Hij organiseerde praat- of discussieavonden over vele onderwerpen, zoals het opkomende nazisme, communisme, helderziendheid, de teloorgang van de Zuiderzee.
Geschat wordt dat hij zeker 20 leerlingen heeft gehad. Enkelen wisten daarbij het niveau van amateur te overstijgen. Voorbeelden zijn Gerrit Jan van Dorp, Pieter Hak, Sjoerdtje Hak, Jaap Hiddink, Geo Kauderer en Cornelis Adrianus Korndörffer.
Lussenberg overleed in juli 1975 op 85-jarige leeftijd in zijn woonplaats Nunspeet. 

## Exposities
In 2007 was zijn werk te zien op de tentoonstelling "Schilders op de Noordwest-Veluwe" in Harderwijk. In 2008 werden werken van Jos Lussenburg, Cor Vrendenberg, Jaap Hiddink en Chris ten Bruggen Kate geëxposeerd op de tentoonstelling ter gelegenheid van het veertigjarig bestaan van de Vrije Academie in Nunspeet, waar hij mede-oprichter van is geweest. In 2010/2011 was er een grote overzichtstentoonstelling in het Museum Elburg, met als titel Op golven van verbeelding,  van het werk Lussenburg. In 2012 maakten zijn werken deel uit van de expositie ter gelegenheid van het tienjarig bestaan van de "Kunstkring Veluwe".